# 三菱380
三菱380（日语：三菱·380）乃澳洲三菱汽車（Mitsubishi Motors Australia Limited，縮寫成MMAL）自2005年至2008年間製造、在澳洲及紐西蘭發售的中型車。

## 概要
為了接替三菱Magna的位置，澳洲三菱以美規第九代Galant為藍本，耗費澳幣6億元修改開發此車款，其中澳幣2.5億元用於升級位於阿德萊德的東士利公園工廠的硬體設備。使用的是3.8L V型六缸DOHC 6G75型引擎（因此命名為「380」），車頭與車尾造型與美規版、臺規版出現些許差異，在當地的競爭對手計有豐田Aurion（即第八代豐田Camry）、福特Falcon、霍頓Commodore等。
儘管該車款普遍被視為澳洲三菱的「攸關存亡之作」，歷經兩次小改款之後銷售成績仍未見起色，終於在2008年3月選擇停產，三菱380成為三菱汽車在當地的最後一款國產車。三年多的生產週期總共製造了32,044輛，其中澳洲市場佔了30,195輛。

## 歷史
2005年 - 10月13日三菱380正式在澳洲市場開賣，車側輪廓幾乎與美規版相同，變動之處為尺寸更大的前輪拱、引擎蓋、形狀不同的車頭燈、水箱罩、前後保桿等。為了對應當地的交通路況，澳洲三菱提升車身剛性，重新調校懸吊系統，置換新的減震筒及平衡拉桿。行李廂空間也加大，以便容納正常尺寸的備胎。動力心臟為3.8L V型六缸DOHC 6G75型引擎，可輸出235hp / 5,250rpm的最大馬力、343N⋅m / 4,000rpm的扭力峰值，該具引擎亦可使用LPG燃料。值得注意的是，運動化車型「VRX」和「GT」並未配置更高輸出的引擎，此車系中速度最快的反而是五速手排的「ES」車型，從0加速至100km/h耗時7.6秒。標準配備包含雙前座及車側安全氣囊、空調系統、巡航定速系統、電動窗、旅程電腦、方向盤音響控制鍵、ABS防鎖死煞車系統等。
2006年 - 4月28日實施第一次小改款，機械結構或外觀並沒有什麼變化，僅縮編車型並調降價格以刺激銷售。
2007年 - 7月中旬第二度小改款，入門級「ES」車型小漲1,000澳幣，但新增鋁合金輪圈、霧燈及TCS循跡控制系統；修改前後保桿及水箱罩的外觀造型。另外推出兩款特仕車：「The Sports Edition」以「ES」為基礎外加17吋鋁合金輪圈、尾翼、重新調校過的懸吊系統、天窗及黑色內裝等配備；「VRX Fusion Burst」則是以「VRX」為基礎再加上天窗、專屬橙色車身塗裝與座椅。
2008年 - 由於三菱380的成績始終低迷不振，2月5日澳洲三菱宣布東士利公園工廠將於3月31日關閉。最後一輛380（銀色「Platinum Limited Edition」特仕車，車身編號32044）於3月27日出廠，這輛車在同年4月的拍賣活動上由約翰休斯集團（（英文）John Hughes Group）得標，並捐贈給其指定的慈善組織。6月推出全球限量20部的性能版「TMR 380」車型，這是由三菱麾下的Team Mitsubishi Ralliart（縮寫成TMR）調校，使用Sprintex S3/335機械增壓套件，使得最大馬力達到230kW / 5,250rpm、最大扭力442N·m / 4,000rpm。其他尚包含19吋ROH鋁圈搭配225/40ZR19橫濱橡膠Advan Sport輪胎，制動系統採用TMR前輪六活塞煞車卡鉗配370mm碟盤、後輪四活塞煞車卡鉗配340mm碟盤，懸吊系統使用Koni減震筒及引擎室拉桿。這20輛的車身皆為紅色塗裝，配上黑色內裝，並具有編號銘牌。

## 外部連結
- （英文）New Zealand Autocar Magazine: 2005 Mitsubishi 380 VRX review